# Élection présidentielle équatorienne de 2021
L’élection présidentielle équatorienne de 2021 a lieu les 7 février et 11 avril 2021 afin d'élire le président et le vice-président de la République d'Équateur pour un mandat de quatre ans. Le premier tour a lieu en même temps que les élections législatives.
Devenu impopulaire dans un contexte de dissensions avec son prédécesseur Rafael Correa et un programme d'austérité provoquant d'importantes manifestations en 2019, le président sortant, Lenín Moreno, n'est pas candidat à sa réélection.
L'économiste Andrés Arauz, soutenu par Rafael Correa, arrive largement en tête du premier tour. L’identité de son adversaire reste cependant plusieurs jours incertaine, le dépouillement s’étalant sur plusieurs jours et donnant en deuxième position successivement l'indigène écologiste Yaku Pérez puis le candidat libéral-conservateur Guillermo Lasso.
Guillermo Lasso l’emporte au second tour avec plus de 52 % des suffrages, à l’issue de sa troisième candidature présidentielle.

## Contexte

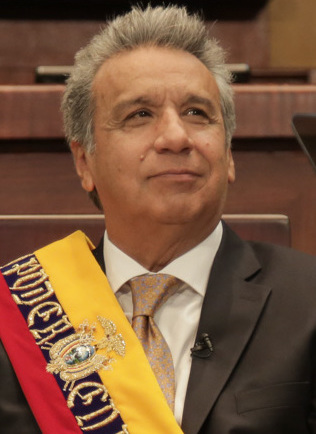
Lenín Moreno en 2017.

Vice-président de Rafael Correa de 2007 à 2013, Lenín Moreno est élu sous la bannière de l'Alianza País lors de l'élection présidentielle de 2017.
Au cours de son mandat, Moreno entre en conflit avec son prédécesseur sur plusieurs réformes économiques et judiciaires, provoquant un schisme ouvert entre les deux hommes jusqu'au sein de leur parti politique, qui domine alors la vie politique du pays depuis plus d'une décennie. Le Mouvement pour l'engagement social, fondé par Correa en vue de la présidentielle de 2021, est un temps suspendu par le Conseil national électoral (CNE)[réf. souhaitée], tandis que Correa est lui-même accusé de corruption et forcé de s’exiler en Belgique. Empêché de se présenter, il apporte son soutien à l'économiste Andrés Arauz, ancien directeur de la banque centrale.
Le président Moreno fait quant à lui face à d'importantes manifestations contre ses mesures d'austérité en octobre 2019, qui l'amènent a quitter la capitale et font chuter son taux de popularité à 7 % d'opinions favorables. Courant 2020, il décide de ne pas se représenter pour un deuxième mandat,.

## Système électoral
Le président équatorien est élu en même temps que le vice-président pour un mandat de quatre ans par le biais d'une version modifiée du scrutin uninominal majoritaire à deux tours. Si aucun candidat ne remporte la majorité absolue des suffrages exprimés lors du premier tour, ou plus de 40 % des voix avec au moins dix points d'avance sur celui arrivé en deuxième position, un second tour est organisé dans les quarante cinq jours entre les deux candidats arrivés en tête. Est alors élu celui qui reçoit le plus grand nombre de suffrages. Le président est par ailleurs limité à un maximum de deux mandats consécutifs. Le vote est facultatif à partir de 16 ans et obligatoire à partir de 18 ans.

## Campagne

### En vue du premier tour
Le candidat de la coalition de gauche Union pour l'espoir, l’économiste Andrés Arauz, défend un programme de rupture avec la politique économique néolibérale du président Lenín Moreno. Il souhaite suspendre les traités signés avec le Fonds monétaire international (FMI), relancer la croissance avec une forte augmentation des dépenses publiques, instaurer un impôt sur la fortune, mettre fin aux privatisations et établir des contrôles de capitaux pour empêcher l’argent de quitter le pays. Son programme économique a été mal accueilli par les marchés financiers ; la Bank of America s'est ainsi ouvertement alarmée de son « populisme ». Il tente d'avoir pour colistier l'ancien président Rafael Correa, mais celui ci en est empêché par le Centre électoral national en raison de sa condamnation pour corruption, laissant la place à Carlos Rabascall,.
L'homme d'affaires Guillermo Lasso, déjà candidat aux élections présidentielles de 2013 et de 2017, fait campagne pour « bannir une bonne fois pour toutes un modèle de gouvernement raté, appelé socialisme du XXIe siècle ». Catholique conservateur, il est membre de l’Opus Dei et s’oppose à la légalisation de l’avortement, même en cas de viol ou de malformation du fœtus. 
L'avocat Yaku Pérez, figure de Pachakutik, la branche politique de la puissante Confédération des nationalités indigènes de l'Équateur (Conaie), se présente sur un programme insistant en particulier sur la protection de l'environnement. Militant écologiste engagé dans les luttes pour le droit à l’eau, opposant à un modèle économique reposant sur l’extractivisme, il avait été l'un des meneurs des manifestations anti-austérité d’octobre 2019.  Le politologue Matthieu Le Quang souligne que le candidat a un discours « post-politique, qui nie tout type de conflit » permettant de dépasser la polarisation traditionnelle et de séduire un spectre d’électeurs bien plus large que le mouvement indigène. « Il a su aussi parler aux élites économiques blanches en reprenant, par exemple, leur revendication pour l’élimination des taxes sur la sortie des dollars ou de devises, une revendication très à droite », ou en déclarant « qu’il n’y a plus de racisme en Équateur, ce qui est une façon de nier les discriminations ».
Le milliardaire Álvaro Noboa, candidat à l'élection présidentielle de 2006, se présente également à nouveau. Sa candidature a cependant été rejetée par le Conseil national électoral (CNE) au motif que son parti n'avait pas rassemblé suffisamment de signatures. À un mois du scrutin, le Tribunal des contentieux électoraux a annoncé la révocation de quatre des cinq membres du CNE, ce qui est alors pressenti comme devant ouvrir la voie à la candidature d'Álvaro Noboa. Sa candidature n'est finalement pas repêchée.

### Entre-deux-tours
Andrés Arauz arrive largement en tête du premier tour, l'économiste de 35 ans devenu dauphin de Rafael Correa réunissant près d'un tiers des suffrages.
|  |

Les jours qui suivent le premier tour sont marqués par une forte incertitude sur l’identité du candidat allant l'affronter. À la surprise générale, il s’agit d’abord du candidat indigène et écologiste Yaku Pérez, mais celui-ci voit son avance se réduire au fur et à mesure du dépouillement au profit de Lasso : après trois jours, Pérez est finalement donné en troisième position par le Centre national électoral (CNE), devant le siège duquel l’armée est déployée et qui est critiqué pour la lenteur du dépouillement, principalement compliqué par la multiplication du nombre de procès-verbaux litigieux à réviser,.
Soutenu par plusieurs manifestations pacifiques notamment devant le siège des autorités électorales, Yaku Pérez dénonce des fraudes et obtient le recomptage de 45 % du total des bulletins, soit six millions, alors qu’il est devancé de seulement 22 000 voix par le candidat de droite. Le 12 février, il s'accorde ainsi avec Guillermo Lasso et le CNE sur le recompte de 100 % des votes dans la province du Guayas et 50 % des votes dans seize autres provinces, dont celle de Pichincha, où se situe la capitale. Le processus doit prendre deux semaines.
Cependant, Guillermo Lasso finit par appeler à la proclamation des résultats avant même le nouveau comptage,. Le 19 février, le CNE rompt l’accord conclu en refusant de procéder au recomptage et confirme la qualification de Lasso pour le second tour.
Auparavant, le 12 février, le procureur général de Colombie, Francisco Barbosa, proche de la droite colombienne du président Iván Duque, se rend à Quito pour apporter des éléments soupçonnant Andrés Arauz d'avoir été financé par la guérilla de l'Armée de libération nationale. La coïncidence de ce déplacement avec l'élection ainsi que la proximité de Duque avec Lasso, un ami de longue date, est perçue comme « très politique ».
Xavier Hervas, candidat centriste arrivé en quatrième position avec un score surprise dépassant les 15 % des suffrages, se rallie à Guillermo Lasso, mais cette position est dénoncée par des dirigeants de son parti. Andres Arauz recueille de son côté le soutien des syndicats et du Front social-démocrate. Le mouvement indigène se montre divisé : Yaku Perez, estimant avoir été victime de fraudes, appelle à voter blanc, sa colistière Virna Cedeño appelle à voter Lasso, tandis que Jaime Vargas, dirigeant de la Conaie et principale figure du mouvement de protestation de 2019, soutient Arauz.
D'abord nettement distancé dans les sondages de second tour, Guillermo Lasso parvient à reprendre la majeure partie de son retard grâce à la dynamique impulsée par le ralliement de Xavier Hervas et aux atermoiements du parti indigène Pachakutik, qui devraient renforcer le vote blanc ou nul, ainsi qu'à de bonnes performances dans les débats électoraux. Les deux candidats ont nettement pris leurs distances avec l’impopulaire président Lenín Moreno, s'accusant mutuellement de vouloir poursuivre sa politique, et se sont affrontés sur les questions économiques, le candidat socialiste souhaitant renforcer la présence de l’État et son adversaire libéral voulant au contraire favoriser le secteur privé. Guillermo Lasso a également insisté sur la proximité qu'il prête à son adversaire avec le Venezuela, l'accusant de s’apprêter à plonger le pays dans une grave crise économique[réf. nécessaire]. Les enjeux environnementaux sont en revanche passés au second plan. Un Front de l’environnement, constitué d’une soixantaine d’ONG écologistes et des droits de l’homme, ont évalué leurs programmes respectifs, attribuant une note de 63,6 sur 100 à celui de Arauz et de 36,5 à celui de Lasso.

## Sondages

### Pour le premier tour
Pour des raisons techniques, il est temporairement impossible d'afficher le graphique qui aurait dû être présenté ici.

### Pour le second tour
Pour des raisons techniques, il est temporairement impossible d'afficher le graphique qui aurait dû être présenté ici.

## Résultats
| Candidats et colistiers  | Candidats et colistiers                             | Partis                   | Premier tour | Premier tour | Second tour | Second tour |
| Candidats et colistiers  | Candidats et colistiers                             | Partis                   | Voix         | %            | Voix        | %           |
| ------------------------ | --------------------------------------------------- | ------------------------ | ------------ | ------------ | ----------- | ----------- |
|                          | Andrés Arauz Carlos Rabascall                       | UNES                     | 3 033 791    | 32,72        | 4 236 515   | 47,64       |
|                          | Guillermo Lasso Alfredo Borrero                     | CREO                     | 1 830 172    | 19,74        | 4 656 426   | 52,36       |
|                          | Yaku Pérez Virna Cedeño                             | MUPP-NP                  | 1 798 057    | 19,39        |             |             |
|                          | Xavier Hervas María Sara Jijón                      | ID                       | 1 453 915    | 15,68        |             |             |
|                          | Pedro Freile Vallejo Byron Solís                    | Amigo                    | 192 763      | 2,08         |             |             |
|                          | Isidro Romero Sofía Merino                          | PA                       | 172 714      | 1,86         |             |             |
|                          | Lucio Gutiérrez David Norero                        | PSP                      | 164 800      | 1,78         |             |             |
|                          | Gerson Almeida Martha Villafuerte López             | EC Unido                 | 160 572      | 1,73         |             |             |
|                          | Ximena Peña Patricio Barriga                        | País                     | 143 160      | 1,54         |             |             |
|                          | Guillermo Celi Verónica Sevilla Ledergerber         | SUMA                     | 84 640       | 0,91         |             |             |
|                          | Juan Fernando Velasco Ana María Pesántes Salazar    | CE!                      | 76 349       | 0,82         |             |             |
|                          | César Montúfar Julio Villacreses Guillém            | Honnêteté                | 57 620       | 0,62         |             |             |
|                          | Gustavo Larrea Alexandra Peralta Marín              | Sí                       | 36 903       | 0,40         |             |             |
|                          | Carlos Sagnay Narda Ortiz Roa                       | FE                       | 26 524       | 0,29         |             |             |
|                          | Giovanny Andrade Salvador Katherine Mata Echeverría | UE                       | 20 245       | 0,22         |             |             |
|                          | Paul Carrasco Frank Vargas Anda                     | JP                       | 19 809       | 0,21         |             |             |
|                          |                                                     |                          |              |              |             |             |
| Votes valides            | Votes valides                                       | Votes valides            | 9 272 034    | 87,35        | 8 892 941   | 82,13       |
| Votes nuls               | Votes nuls                                          | Votes nuls               | 1 013 395    | 9,55         | 1 761 433   | 16,26       |
| Votes blancs             | Votes blancs                                        | Votes blancs             | 329 445      | 3,10         | 174 349     | 1,61        |
| Total                    | Total                                               | Total                    | 10 614 874   | 100          | 10 828 723  | 100         |
| Abstention               | Abstention                                          | Abstention               | 2 484 276    | 18,97        | 2 014 469   | 15,69       |
| Inscrits / participation | Inscrits / participation                            | Inscrits / participation | 13 099 150   | 81,03        | 12 843 192  | 84,31       |

## Analyse

### Premier tour

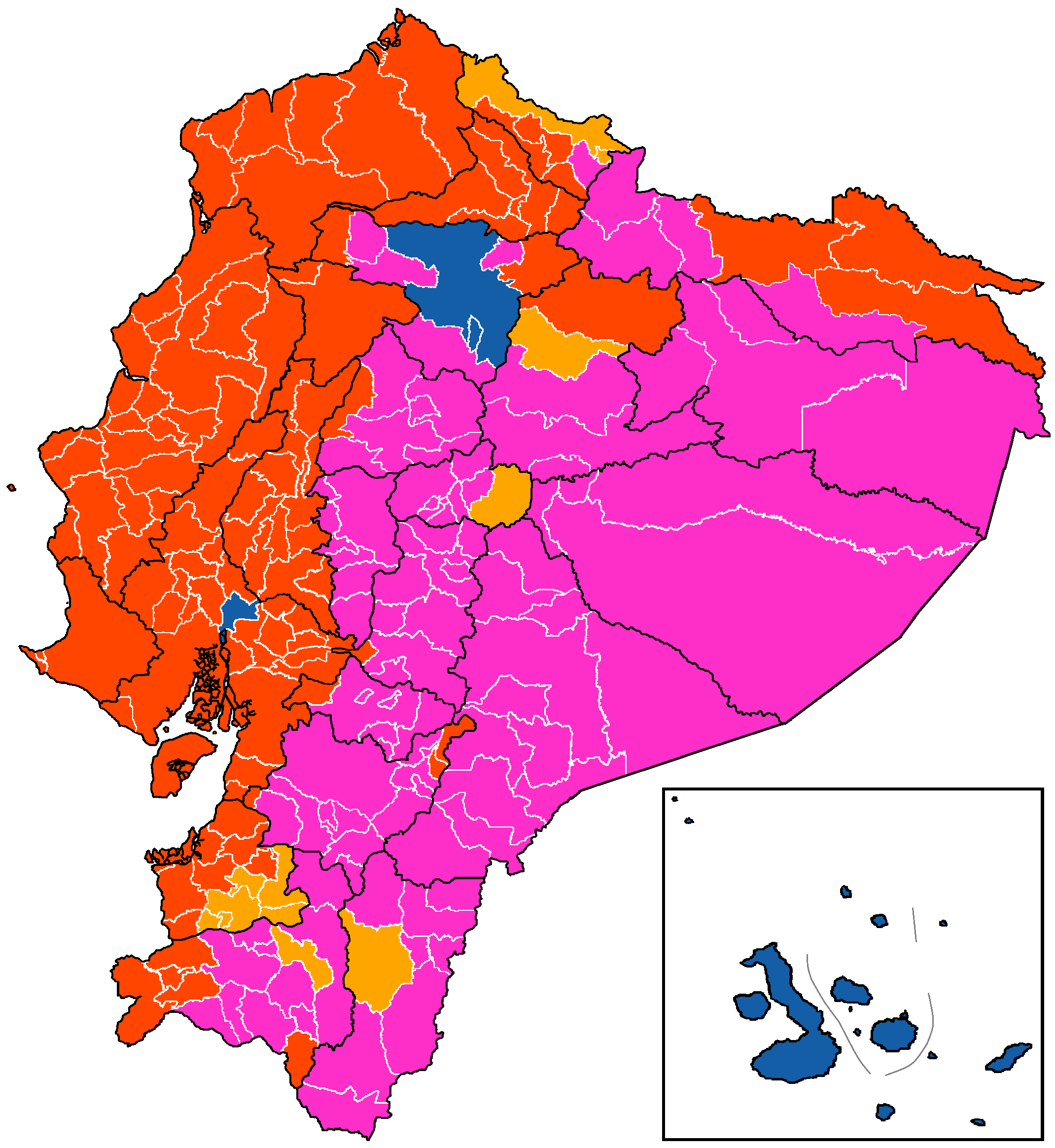
Candidat arrivé en tête au premier tour par canton.

Conséquence d'une actualité politique dominée depuis plus d'un an par les revendications d'ordre sociale et économique, le premier tour de scrutin est marqué par l'avancée des candidats situés à la gauche de l'échiquier politique, qui réunissent ensemble plus de 70 % des voix. 
À la surprise générale, le candidat donné en deuxième position est dans un premier temps l’écologiste indigène Yaku Pérez, ce qui fait démentir les sondages, qui assuraient au candidat de la droite Guillermo Lasso une confortable avance ; avocat de 59 ans, Pérez s'est fait connaître lors du soulèvement social de 2019 en s'opposant avec succès à des projets miniers ainsi qu’à la privatisation de l'eau. Le duel gauche-gauche ainsi initialement annoncé constituerait une première pour une élection présidentielle en Amérique latine et est jugé plus compliqué à remporter par Andrés Arauz qu’un second tour face à Guillermo Lasso, ancien banquier et rival historique de Rafael Correa se présentant pour la troisième fois. Cependant, après trois jours de dépouillement, les résultats s’inversent, la deuxième place étant attribuée à Lasso alors que Yaku Pérez dénonce des fraudes dans un contexte de dépouillement marqué par un nombre important de procès-verbaux litigieux.
Autre surprise du premier tour, le candidat du Parti de la gauche démocratique, Xavier Hervas, réunit près de 16 % des suffrages, soit dix points de plus que ce que ne lui attribuaient les sondages d'opinion,.
Les résultats mettent en évidence une disparité géographique entre l'électorat de Yaku Pérez, très développé dans l'est et le centre du pays (notamment les provinces de Morona-Santiago et Bolívar avec 52% et 48% des suffrages), et l'électorat de André Arauz plus implanté dans l'ouest (52% des suffrages dans la province de Manabí). Par ailleurs, l'électorat de Guillermo Lasso est très urbain avec des scores élevés à Quito et Guayaquil. 

### Second tour

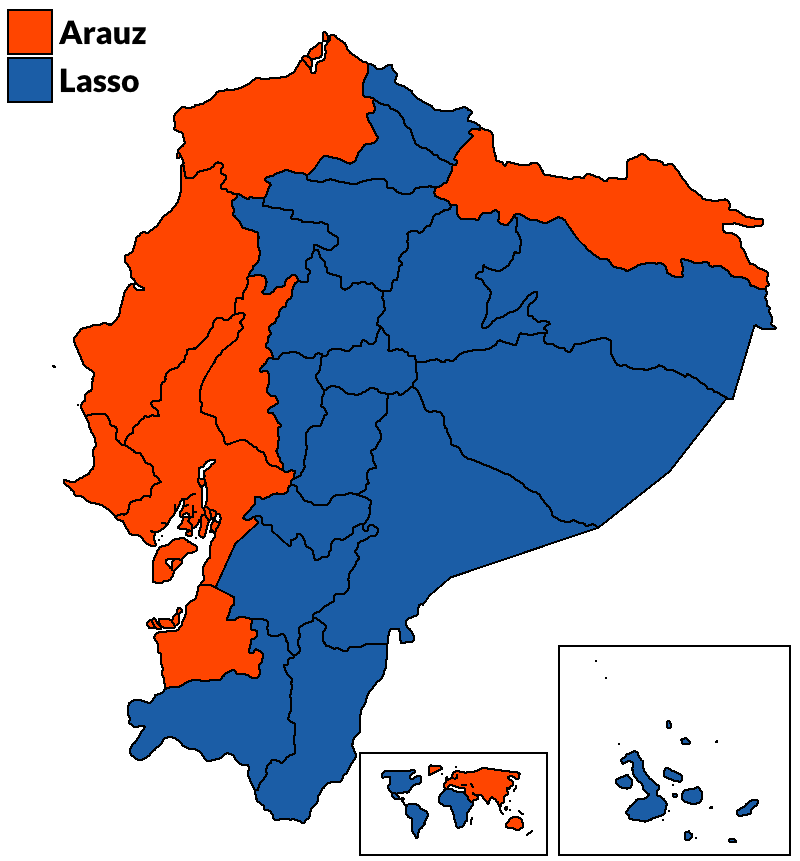
Vote par province au second tour.

Au soir du second tour, alors que les sondages de sortie des urnes sont plutôt favorables à son adversaire, Andrés Arauz annonce sa victoire, affirmant avoir obtenu 50,8 % des suffrages exprimés. Les résultats donnent cependant en tête Guillermo Lasso avec un peu plus de 52 % des voix. Le candidat socialiste reconnaît finalement sa défaite et félicite Guillermo Lasso pour son élection.